# Stjær
Stjær er en lille by i Østjylland med 1.064 indbyggere  (2024). Stjær er beliggende fem kilometer syd for Galten og 20 kilometer vest for Aarhus. Byen hører til Skanderborg Kommune og er beliggende i Region Midtjylland. Stjær blev kåret til årets landsby i Skanderborg Kommune i 2019, og 2 år senere i 2021 blev Stjær kåret som Årets Landsby i Danmark.
Landsbyen hører til Stjær Sogn og Stjær Kirke ligger i byen.
I 1803 gjorde man et meget stort depotfund, kaldet Stjærskatten, bestående af omkring 19.000 mønter fra middelalderen. Kun omkring 100 mønter er dog bevaret.
Stjær blev i 2021 kåret til Årets Landsby af Landdistrikternes Fællesråd og Landsforeningen Landsbyerne i Danmark i samarbejde med Forenet Kredit, foreningen bag Nykredit og Totalkredit.